# Smoorverliefd (Snelle)
"Smoorverliefd" is een nummer van de Nederlandse rapper Snelle. Het nummer is onderdeel van een campagne van Interpolis die waarschuwt voor de gevaren van het gebruik van de smartphone tijdens het fietsen.
Het nummer kwam in de Nederlandse Top 40 binnen op de achttiende plek; in de Nederlandse Single Top 100, Mega Top 30 en 538 Top 50 kwam het nummer op de eerste plek binnen. In de Vlaamse Ultratop 50 kwam hij binnen op de twaalfde plek.
Het nummer is onderdeel van Snelle zijn in 2021 uitgebrachte album Lars.

## Achtergrond
Het nummer ontstond doordat verzekeringsbedrijf Interpolis Snelle benaderde voor een campagne over smartphonegebruik op de fiets. Naar aanleiding van de verhalen die hij daar hoorde, maakt Snelle het nummer "Smoorverliefd". De videoclip van het nummer werd ook gesponsord door Interpolis, evenals een mini-docu en een app genaamd PhoNo die bij de campagne horen. Het nummer valt binnen het genre pop en rap.

## Uitgave
"Smoorverliefd" werd op 10 januari 2020 uitgegeven. Dit gebeurde met een evenement in poppodium Bitterzoet in Amsterdam. Een dag later was het nummer al meer dan 460.000 keer gestreamd, wat een persoonlijk record voor Snelle was.

## Videoclip
De videoclip van "Smoorverliefd", bedacht en geproduceerd door Wefilm, volgt twee verliefde tieners, een jongen en een meisje. Als de jongen aan het fietsen is met zijn mobiel in de hand, raakt hij verwikkeld in een autobotsing. De jongen in de video wordt gespeeld door Walt Klink.
De videoclip werd door VRT NWS beschreven als 'erg aangrijpend'. LINDA. sprak van een 'ijzersterke video' en zei dat 'Interpolis heel goed weet hoe ze een boodschap sterk moeten verpakken'.

## Hitnoteringen

### Nederlandse Top 40
| Hitnotering: 18-01-2020 t/m 09-05-2020 | Hitnotering: 18-01-2020 t/m 09-05-2020 | Hitnotering: 18-01-2020 t/m 09-05-2020 | Hitnotering: 18-01-2020 t/m 09-05-2020 | Hitnotering: 18-01-2020 t/m 09-05-2020 | Hitnotering: 18-01-2020 t/m 09-05-2020 | Hitnotering: 18-01-2020 t/m 09-05-2020 | Hitnotering: 18-01-2020 t/m 09-05-2020 | Hitnotering: 18-01-2020 t/m 09-05-2020 | Hitnotering: 18-01-2020 t/m 09-05-2020 | Hitnotering: 18-01-2020 t/m 09-05-2020 | Hitnotering: 18-01-2020 t/m 09-05-2020 | Hitnotering: 18-01-2020 t/m 09-05-2020 | Hitnotering: 18-01-2020 t/m 09-05-2020 | Hitnotering: 18-01-2020 t/m 09-05-2020 | Hitnotering: 18-01-2020 t/m 09-05-2020 | Hitnotering: 18-01-2020 t/m 09-05-2020 | Hitnotering: 18-01-2020 t/m 09-05-2020 | Hitnotering: 18-01-2020 t/m 09-05-2020 |
| Week:                                  | 1                                      | 2                                      | 3                                      | 4                                      | 5                                      | 6                                      | 7                                      | 8                                      | 9                                      | 10                                     | 11                                     | 12                                     | 13                                     | 14                                     | 15                                     | 16                                     | 17                                     |                                        |
| -------------------------------------- | -------------------------------------- | -------------------------------------- | -------------------------------------- | -------------------------------------- | -------------------------------------- | -------------------------------------- | -------------------------------------- | -------------------------------------- | -------------------------------------- | -------------------------------------- | -------------------------------------- | -------------------------------------- | -------------------------------------- | -------------------------------------- | -------------------------------------- | -------------------------------------- | -------------------------------------- | -------------------------------------- |
| Positie:                               | 18                                     | 1                                      | 1                                      | 1                                      | 2                                      | 2                                      | 2                                      | 2                                      | 3                                      | 5                                      | 7                                      | 10                                     | 13                                     | 25                                     | 30                                     | 33                                     | 38                                     | uit                                    |

### NederlandseSingle Top 100
| Hitnotering: 18-01-2020 t/m 01-08-2020 | Hitnotering: 18-01-2020 t/m 01-08-2020 | Hitnotering: 18-01-2020 t/m 01-08-2020 | Hitnotering: 18-01-2020 t/m 01-08-2020 | Hitnotering: 18-01-2020 t/m 01-08-2020 | Hitnotering: 18-01-2020 t/m 01-08-2020 | Hitnotering: 18-01-2020 t/m 01-08-2020 | Hitnotering: 18-01-2020 t/m 01-08-2020 | Hitnotering: 18-01-2020 t/m 01-08-2020 | Hitnotering: 18-01-2020 t/m 01-08-2020 | Hitnotering: 18-01-2020 t/m 01-08-2020 | Hitnotering: 18-01-2020 t/m 01-08-2020 | Hitnotering: 18-01-2020 t/m 01-08-2020 | Hitnotering: 18-01-2020 t/m 01-08-2020 | Hitnotering: 18-01-2020 t/m 01-08-2020 | Hitnotering: 18-01-2020 t/m 01-08-2020 | Hitnotering: 18-01-2020 t/m 01-08-2020 | Hitnotering: 18-01-2020 t/m 01-08-2020 | Hitnotering: 18-01-2020 t/m 01-08-2020 | Hitnotering: 18-01-2020 t/m 01-08-2020 | Hitnotering: 18-01-2020 t/m 01-08-2020 |
| Week:                                  | 1                                      | 2                                      | 3                                      | 4                                      | 5                                      | 6                                      | 7                                      | 8                                      | 9                                      | 10                                     | 11                                     | 12                                     | 13                                     | 14                                     | 15                                     | 16                                     | 17                                     | 18                                     | 19                                     | 20                                     |
| -------------------------------------- | -------------------------------------- | -------------------------------------- | -------------------------------------- | -------------------------------------- | -------------------------------------- | -------------------------------------- | -------------------------------------- | -------------------------------------- | -------------------------------------- | -------------------------------------- | -------------------------------------- | -------------------------------------- | -------------------------------------- | -------------------------------------- | -------------------------------------- | -------------------------------------- | -------------------------------------- | -------------------------------------- | -------------------------------------- | -------------------------------------- |
| Positie:                               | 1                                      | 1                                      | 1                                      | 1                                      | 2                                      | 2                                      | 2                                      | 2                                      | 2                                      | 2                                      | 3                                      | 8                                      | 13                                     | 14                                     | 18                                     | 21                                     | 24                                     | 29                                     | 30                                     | 37                                     |
| Week:                                  | 21                                     | 22                                     | 23                                     | 24                                     | 25                                     | 26                                     | 27                                     | 28                                     | 29                                     |                                        |                                        |                                        |                                        |                                        |                                        |                                        |                                        |                                        |                                        |                                        |
| Positie:                               | 62                                     | 61                                     | 71                                     | 74                                     | 78                                     | 83                                     | 84                                     | 90                                     | 97                                     | uit                                    |                                        |                                        |                                        |                                        |                                        |                                        |                                        |                                        |                                        |                                        |

### NederlandseMega Top 30
| Hitnotering: 18-01-2020 t/m 11-04-2020 | Hitnotering: 18-01-2020 t/m 11-04-2020 | Hitnotering: 18-01-2020 t/m 11-04-2020 | Hitnotering: 18-01-2020 t/m 11-04-2020 | Hitnotering: 18-01-2020 t/m 11-04-2020 | Hitnotering: 18-01-2020 t/m 11-04-2020 | Hitnotering: 18-01-2020 t/m 11-04-2020 | Hitnotering: 18-01-2020 t/m 11-04-2020 | Hitnotering: 18-01-2020 t/m 11-04-2020 | Hitnotering: 18-01-2020 t/m 11-04-2020 | Hitnotering: 18-01-2020 t/m 11-04-2020 | Hitnotering: 18-01-2020 t/m 11-04-2020 | Hitnotering: 18-01-2020 t/m 11-04-2020 | Hitnotering: 18-01-2020 t/m 11-04-2020 | Hitnotering: 18-01-2020 t/m 11-04-2020 |
| Week:                                  | 1                                      | 2                                      | 3                                      | 4                                      | 5                                      | 6                                      | 7                                      | 8                                      | 9                                      | 10                                     | 11                                     | 12                                     | 13                                     |                                        |
| -------------------------------------- | -------------------------------------- | -------------------------------------- | -------------------------------------- | -------------------------------------- | -------------------------------------- | -------------------------------------- | -------------------------------------- | -------------------------------------- | -------------------------------------- | -------------------------------------- | -------------------------------------- | -------------------------------------- | -------------------------------------- | -------------------------------------- |
| Positie:                               | 12                                     | 6                                      | 2                                      | 2                                      | 2                                      | 2                                      | 2                                      | 4                                      | 11                                     | 12                                     | 11                                     | 11                                     | 17                                     | uit                                    |

### Vlaamse Ultratop 50
| Hitnotering: 25-01-2020 t/m 30-05-2020 | Hitnotering: 25-01-2020 t/m 30-05-2020 | Hitnotering: 25-01-2020 t/m 30-05-2020 | Hitnotering: 25-01-2020 t/m 30-05-2020 | Hitnotering: 25-01-2020 t/m 30-05-2020 | Hitnotering: 25-01-2020 t/m 30-05-2020 | Hitnotering: 25-01-2020 t/m 30-05-2020 | Hitnotering: 25-01-2020 t/m 30-05-2020 | Hitnotering: 25-01-2020 t/m 30-05-2020 | Hitnotering: 25-01-2020 t/m 30-05-2020 | Hitnotering: 25-01-2020 t/m 30-05-2020 | Hitnotering: 25-01-2020 t/m 30-05-2020 | Hitnotering: 25-01-2020 t/m 30-05-2020 | Hitnotering: 25-01-2020 t/m 30-05-2020 | Hitnotering: 25-01-2020 t/m 30-05-2020 | Hitnotering: 25-01-2020 t/m 30-05-2020 | Hitnotering: 25-01-2020 t/m 30-05-2020 | Hitnotering: 25-01-2020 t/m 30-05-2020 | Hitnotering: 25-01-2020 t/m 30-05-2020 | Hitnotering: 25-01-2020 t/m 30-05-2020 | Hitnotering: 25-01-2020 t/m 30-05-2020 |
| Week:                                  | 1                                      | 2                                      | 3                                      | 4                                      | 5                                      | 6                                      | 7                                      | 8                                      | 9                                      | 10                                     | 11                                     | 12                                     | 13                                     | 14                                     | 15                                     | 16                                     | 17                                     | 18                                     | 19                                     |                                        |
| -------------------------------------- | -------------------------------------- | -------------------------------------- | -------------------------------------- | -------------------------------------- | -------------------------------------- | -------------------------------------- | -------------------------------------- | -------------------------------------- | -------------------------------------- | -------------------------------------- | -------------------------------------- | -------------------------------------- | -------------------------------------- | -------------------------------------- | -------------------------------------- | -------------------------------------- | -------------------------------------- | -------------------------------------- | -------------------------------------- | -------------------------------------- |
| Positie:                               | 12                                     | 5                                      | 4                                      | 4                                      | 6                                      | 3                                      | 2                                      | 4                                      | 4                                      | 3                                      | 10                                     | 9                                      | 13                                     | 21                                     | 17                                     | 26                                     | 31                                     | 34                                     | 38                                     | uit                                    |

### NPO Radio 2 Top 2000
| Nummer met noteringen in de NPO Radio 2 Top 2000 | '21  | '22  | '23  |
| ------------------------------------------------ | ---- | ---- | ---- |
| Smoorverliefd                                    | 1315 | 1824 | 1973 |

1. ↑  Een vetgedrukt getal geeft de hoogste notering aan.
2. ↑  2021 was het eerste jaar met een notering voor dit nummer.
3. ↑  Deze tabel is bijgewerkt tot en met de laatste editie (2024).